# Ferrari 330
Ferrari 330 – sportowy samochód osobowy produkowany przez włoską firmę Ferrari w latach 1963–1968. Dostępny jako 2-drzwiowe coupé oraz 2-drzwiowy kabriolet. Następca modelu 250. Do napędu użyto silnika Colombo V12 o pojemności czterech litrów. Moc przenoszona była na oś tylną poprzez 5-biegową manualną skrzynię biegów. Samochód został zastąpiony przez model 365.

## Dane techniczne

### Silnik
- V12 4,0 l (3967 cm³), 2 zawory na cylinder, SOHC
- Układ zasilania: trzy gaźniki
- Średnica × skok tłoka: 77,00 mm × 71,00 mm
- Stopień sprężania: 8,8:1
- Moc maksymalna: 304 KM (223,7 kW) przy 6600 obr./min
- Maksymalny moment obrotowy: 390 N•m przy 5000 obr./min

### Osiągi
- Przyspieszenie 0-100 km/h: 6,3 s
- Prędkość maksymalna: 245 km/h

## Galeria

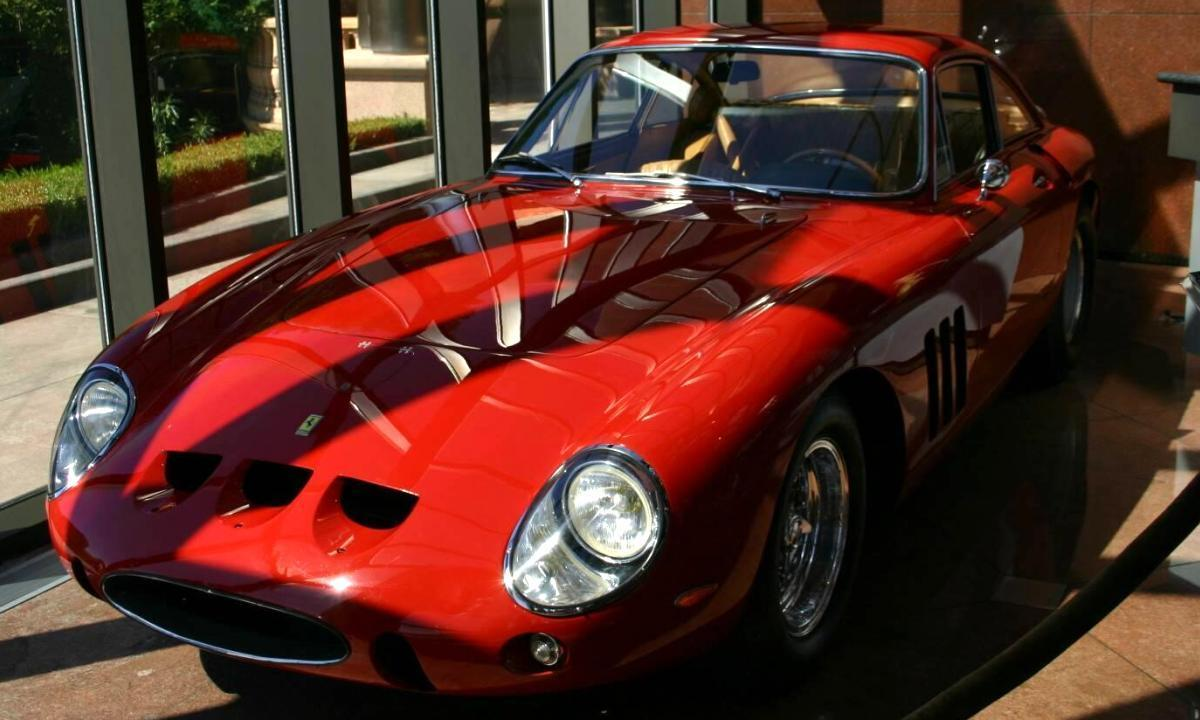
1962 Ferrari 330 LM Berlinetta
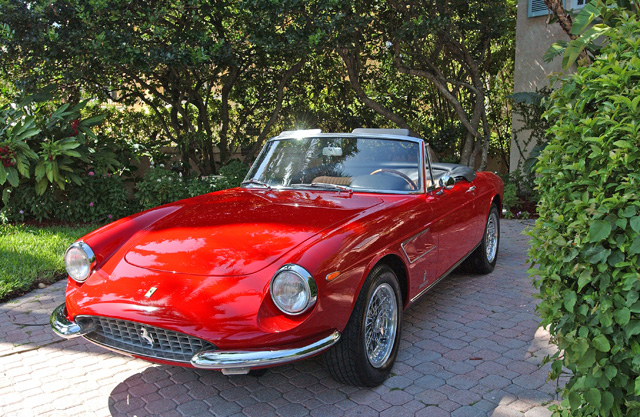
Ferrari 330GTS
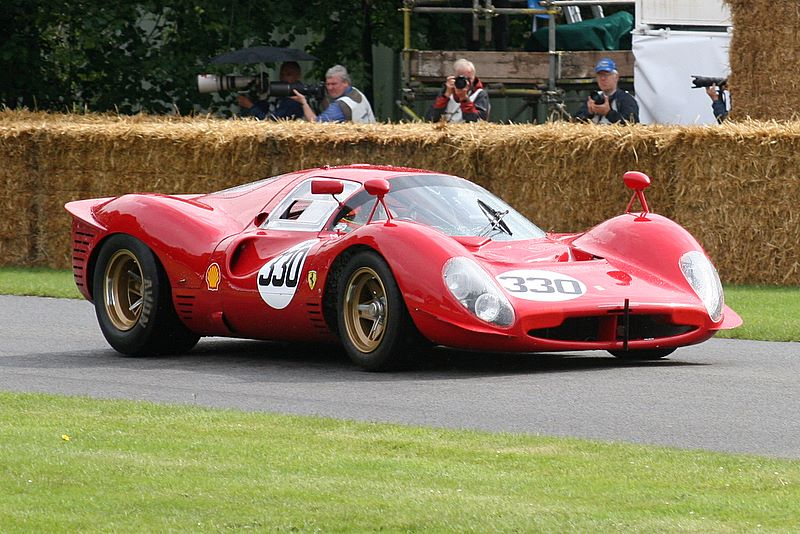
Ferrari 330 P3